# Black Hole – Das Monster aus dem schwarzen Loch
Black Hole – Das Monster aus dem schwarzen Loch (Originaltitel The Black Hole) ist ein deutsch-US-amerikanischer Science-Fiction-Actionfernsehfilm aus dem Jahr 2006 von Tibor Takács. In den Hauptrollen sind Kristy Swanson, Judd Nelson und David Selby zu sehen.

## Handlung
In einem renommierten Forschungszentrum in St. Louis scheitert ein Experiment mit einem Teilchenbeschleuniger, woraufhin ein Schwarzes Loch entsteht. Nur wenig später entsteigt eine kosmische, bösartige, elektronische Kreatur dem Schwarzen Loch. Diese ernährt sich ausschließlich von Elektrizität und tötet den leitenden Wissenschaftler und das ihn begleitende Sonderkommando, die das Schwarze Loch untersuchen sollten.
Um die Situation wieder in den Griff zu bekommen, wird der ehemalige führende Wissenschaftler der Einrichtung Dr. Eric Bryce zurückgeholt. Er verlor einst seine Stellung aufgrund eines Alkoholproblems, das aus den Folgen seiner Scheidung entstand. Unter dem Befehl von General Ryker und mit Hilfe von Bryces ehemaliger leitender Mitarbeiterin Shannon Muir werden die Aufzeichnungen zum Versuch geprüft. In der Folge bricht die Kreatur aus dem Labor aus und begibt sich in die Stadt.
Bryce will seine Ex-Frau warnen, die in der Stadt mit der gemeinsamen Tochter lebt. Diese glaubt ihn allerdings kein Wort. Gemeinsam mit Muir verfolgt Bryce die Spur der Kreatur und findet bald heraus, dass es eine Verbindung zwischen der Kreatur und dem Schwarzen Loch gibt. Er begreift schnell, dass er beides wieder vereinen muss. Aufgrund des wachsenden Schwarzen Lochs wird die Stadt von nach und nach zerstört. Seine nun flüchtende Familie erleidet eine Autopanne, kann von ihm allerdings gerettet werden.
Ein erster Versuch unter der Leitung von General Ryker die Kreatur in einem Container zu fangen, scheitert vernichtend mit mehreren Todesfällen unter den Soldaten. Dies veranlasst die US-Regierung dazu, General Tate zu beauftragen, die Kreatur mit einer Atombombe unschädlich zu machen. Diese Entscheidung bemängeln Dr. Bryce und Muir, da niemand weiß, welche Auswirkungen ein Atomschlag auf den außerirdischen Eindringling hat. Daraufhin werden beide aus dem Krisenstab entlassen. General Ryker, der auf der Seite der Wissenschaftler steht, verhindert, dass beide weggebracht werden. Dadurch kann Bryce einen zweiten Versuch starten, die Kreatur zum Schwarzen Loch zu locken.
Während sich der Flieger mit der Atombombe der Stadt nähert, fährt Bryce mit einem LKW an dem eine Stromvorrichtung angebracht wird in die Stadt und macht die Kreatur ausfindig. Ryker provoziert einen Stromausfall, damit sich die Kreatur nur auf den LKW konzentriert. Als sie auf den LKW springt fährt Bryce Richtung Schwarzes Loch. Allerdings steht der Atomschlag kurz bevor. Ryker redet auf General Tate ein und erbittet eine Minute Wartezeit. Dies segnet er und der mitanhörende Präsident ab. Kurz bevor Bryce das Schwarze Loch erreicht, springt er aus dem LKW und das noch rollende Fahrzeug samt Kreatur verschwindet im Schwarzen Loch, dessen Verschwinden eine elektronische Welle verursacht. General Ryker und Shannon Muir finden später den angeschlagenen Bryce und fliegen ihn zu seiner Familie.

## Hintergrund
Gedreht wurde überwiegend im US-Bundesstaat Missouri. Drehorte waren die Bissells Point Water Treatment Plant, die Hampton Avenue Bridge, das Saint Louis Science Center (McDonnell Planetarium), das Kriegerdenkmal, das South side of Kiener Plaza und die St. Louis City Hall in St. Louis. Weitere Szenen wurden in Sofia, Bulgarien realisiert. Der Dreh fand vom 28. November 2004 bis zum 20. Dezember 2004 statt. Das Filmbudget lag bei geschätzten 3,5 Mio. US-Dollar.
Seine Premiere feierte der Film am 10. Juni 2006 auf Syfy. Am 17. November 2006 ging der Film in Deutschland in den Videoverleih.

## Rezeption
„Überlegungen der US-Militärs, den entfesselten Naturgewalten mit einem Atomschlag den Schrecken zu nehmen, wirken reichlich lächerlich - ebenso wie der Science-Fiction-Film, der seine Geschichte mit schier unerbittlicher Konsequenz zu Wege bringt.“